# Obsesión (película de 1977)

## Argumento
Nino es un chico que está enamorado de Luci, la hermana de su mejor amigo. Su amigo, mayor que él, se burla porque es demasiado joven para pretender a su hermana. Entonces Nino encuentra consuelo en Angelines, una chica de dieciséis años recién llegada a la ciudad y que trabaja en su casa como sirvienta.

## Comentario
Esta película supuso el debut cinematográfico de la actriz Victoria Abril.
- Datos: Q9051580